# 제너럴 일렉트릭 F414

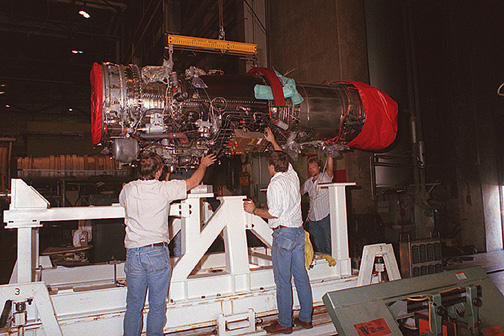

제너럴 일렉트릭 사의 F414는 정지 추력 22,000 lbf (85 kN)급의, 후기연소기(afterburner)가 있는 터보팬 엔진이다. F414는 추력 5톤인 F404로부터 파생된 것으로서, 출력을 35% 높여 1993년도에 개발 완료되었다.
최대이륙중량 23톤인 F/A-18은 추력 18,000 파운드의 F404 엔진 2개를 탑재하는 반면, 최대이륙중량 30톤인 미 해군의 주력기 슈퍼호넷(F/A-18E/F)은 추력 22,000 파운드의 F414-GE-400엔진 2개를 탑재한다. F414-GE-400 엔진은 지금까지 전 세계에 1,500여대가 생산 판매가 되었으며, 대한민국의 차세대 전투기로 개발중인 KF-21 보라매에도 이 엔진이 2개씩 장착된다. 2016년 7월 현재 추력 2만2,000파운드인 F414-GE-400 엔진보다 추력이 훨씬 큰 2만6,400파운드의 F414-GE-400/EPE(Enhanced Performance Engine) 업글 엔진을 개발 중에 있다.

## F414의 개발 역사
제너럴 일렉트릭 사는 F404 엔진으로 큰 성공을 거두었으며, 이 엔진을 기반으로 후기연소기가 없는 F412 엔진을 개발하여 A-12 Avenger II에 장착하고자 하였다. 그러나 A-12는 프로그램이 취소되었으며, 이후 GE는 슈퍼 호넷용 엔진 쪽으로 개발 방향을 전환하게 된다. F414에는 F412의 엔진 코어 및 FADEC 기술에 YF120 엔진의 저압쪽 시스템이 접목되었다.

## 적용 기체
F414
- 보잉 F/A-18E/F 슈퍼 호넷
- 보잉 EA-18G 그라울러
- 사브 그리펜NG

F414M
- EADS Mako/HEAT

F414-GE-400
- 대한민국 공군의 KF-21 보라매

## 제원 (F414-GE)
- 길이 : 154 in (3,912 mm)
- 직경 : 35 in (889 mm)
- 압축기 : 3단 팬 및 7단 압축기로 구성된 축류압축기
- 터빈 : 1단 저압 터빈 및 1단 고압 터빈
- 추력 : 22,000 lbf (98.9 kN)
- 압축비 : 30:1

## 같이 보기
- 제너럴 일렉트릭 F404
- KF-21 보라매